# Cambio de ejes

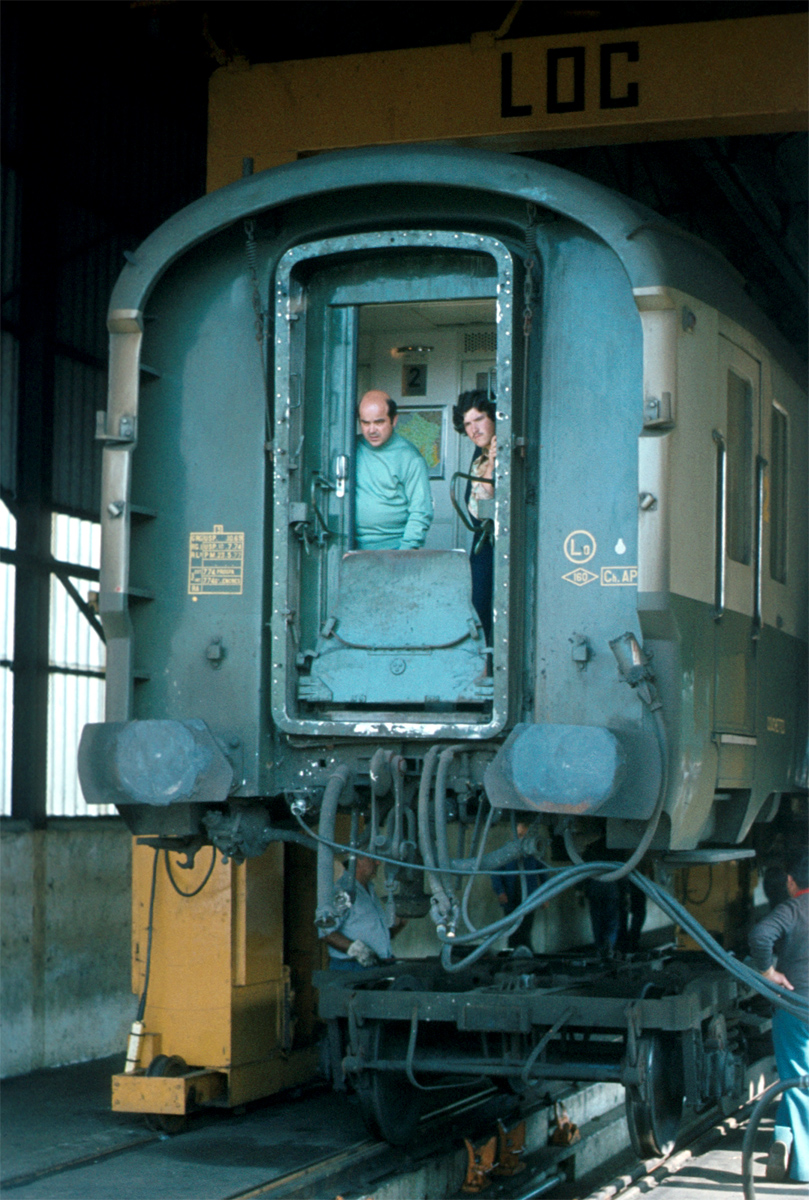
Procedimiento de cambio de ejes en la estación de Hendaya en 1977.

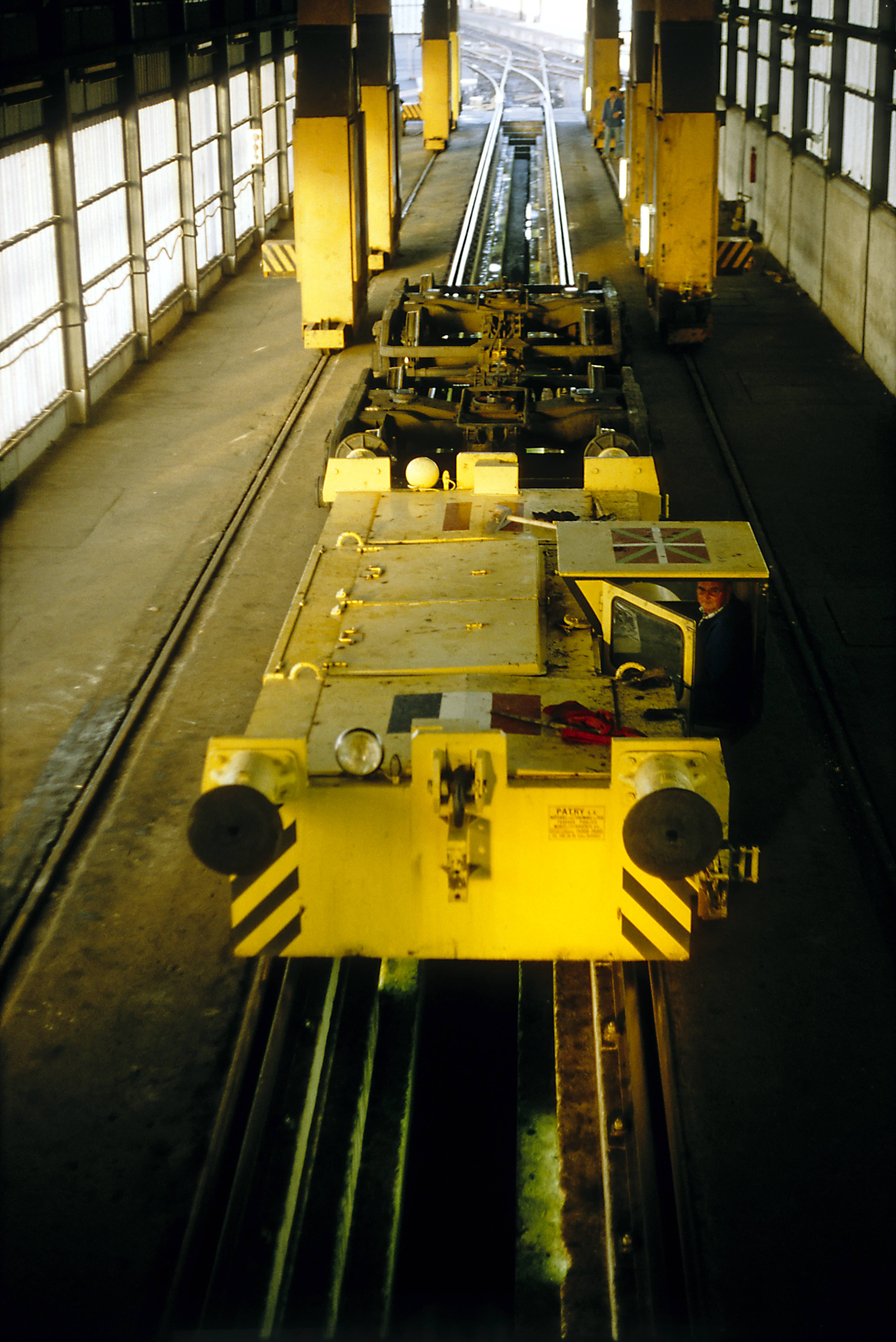
Instalaciones de cambio de ejes en la estación de Hendaya.

El cambio de ejes es un procedimiento que se lleva a cabo para que los trenes puedan circular en vías de diferente ancho. Consiste en extraer los bojes de cada uno de los vehículos que componen el tren y sustituirlos por unos del nuevo ancho. Se realiza elevando cada vehículo mediante gatos hidráulicos, para poder sacar y cambiar por debajo los bojes rodando.
Esta maniobra suele realizarse en la frontera entre países cuyas redes ferroviarias utilizan anchos diferentes. Si bien es una maniobra laboriosa y lenta, es más sencillo que trasbordar toda la carga entre trenes de diferente ancho.
Existen otros dispositivos que permiten modificar el ancho de manera automática sin necesidad de extraer los ejes, denominados cambiadores de ancho.

## Historia
El primer sistema de cambio de ejes fue desarrollado y aplicado por la empresa de transporte ferroviario Transfesa en 1950, en la estación francesa de Hendaya,[cita requerida] y era utilizado para trenes de mercancías. Poco tiempo después, se aplicó el mismo procedimiento en los trenes de viajeros entre España y Portugal y Francia: el «Sudexpreso» (Lisboa-París), el «Puerta del Sol» (Madrid-París) y el Expreso Vigo-Hendaya llevan coches-cama y coches de literas aptos para el cambio de ejes en los que los viajeros no deben hacer transbordo.
En 1968, Patentes Talgo puso en servicio un nuevo sistema para pasar de un ancho de vía a otro: el cambio de ancho, en el que sus trenes no requieren el cambio de ejes, sino, simplemente, modificar la distancia de las ruedas sobre un eje de ancho desplazable. Sistemas similares han sido desarrollados en otras zonas del mundo. No obstante, el cambio de ancho automático sólo se suele utilizar para pasajeros, continuando el cambio de ejes como opción mayoritaria para mercancías.
- Datos: Q2918337
- Multimedia: Manual gauge changing / Q2918337